# Chrysops hyalinus
Chrysops hyalinus is een vliegensoort uit de familie van de dazen (Tabanidae). De wetenschappelijke naam van de soort is voor het eerst geldig gepubliceerd in 1924 door Shannon.